# Canadian Albums Chart
Canadian Albums Chart är Kanadas officiella topplista för försäljning av musikalbum. Den uppdateras varje onsdag av USA-baserad musikförsäljningsföretget Nielsen Soundscan, och publiceras varje torsdag av Jam! Canoe och Billboard, tillsammans med systerlistorna Canadian Singles Chart och Canadian BDS Airplay Chart.
Lista består av 200 positioner, dock publicerar Jam! bara de 100 främsta för allmänheten. Till skillnd med den motsvarande listan för cd-singlar (Canadian Singles Chart), har albumförsäljningarna i Kanada inte minskat lika snabbt som försäljningen av cd-singlar, och den kanadensiska albumlistan har förblivit den källa som ansetts mest tillförlitlig över de mest populära albumen i Kanada.